# Andrew Ogilvy
Andrew James "A.J." Ogilvy  (Sídney, Australia, 17 de junio de 1988) es un jugador de baloncesto australiano. Con 2,11 metros de estatura, juega en la posición de pívot

## Clubes
- Universidad de Vanderbilt (2007-2010)
- Beşiktaş  (2010-2011)
- Valencia Basket (2011-2012)
- Brose Baskets (2012-2013)
- Sydney Kings (2013-2014)
- Bàsquet Manresa (2014-2015)
- Illawarra Hawks (2015-)